# 1837 w sztukach plastycznych

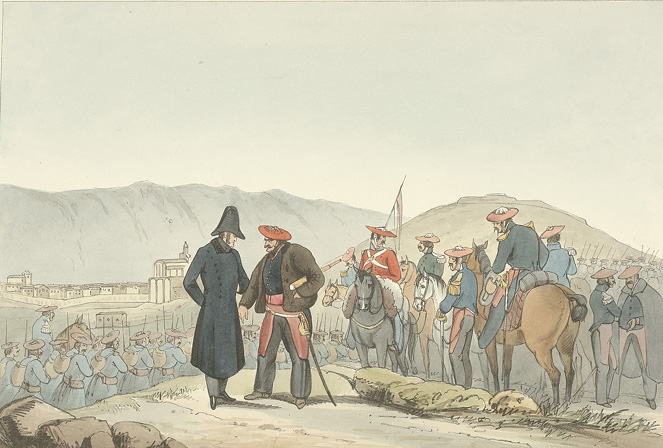
Zumalacarregui i Carles.

Wydarzenia w sztukach plastycznych i wizualnych w 1837 roku.

## Urodzeni
- 25 stycznia - Tessai Tomioka (zm. 1924), japoński malarz
- 12 lutego - Thomas Moran (zm. 1926), amerykański malarz, litograf, ilustrator i fotograf
- 7 marca - Józef Gracjan Brojnowski (zm. 1913), polski malarz i przyrodnik
- 10 kwietnia - Alfred Thompson Bricher (zm. 1908), amerykański malarz
- 1 maja - Leon Biedroński (zm. 1907), polski malarz
- 8 czerwca - Iwan Kramskoj (zm. 1887), rosyjski malarz
- 2 listopada - Marcel Briguiboul (zm. 1892), francuski malarz i rzeźbiarz
- Hippolyte Boulenger (zm. 1874), belgijski malarz
- Jędrzej Brydak (zm. 1876), polski litograf, rysownik i malarz

## Zmarli
- 11 stycznia - François Gérard (ur. 1770), francuski malarz, rysownik i grafik
- 8 marca - Domingos Sequeira (ur. 1768), portugalski malarz
- 31 marca - John Constable (ur. 1776), angielski malarz
- 9 kwietnia - Domenico Quaglio Młodszy (ur. 1787), malarz, grawer, scenograf oraz architekt
- 22 czerwca - Antonie Sminck Pitloo (ur. 1790), holenderski malarz
- 5 lipca - Vincenzo Riolo (ur. 1772), włoski malarz
- 13 września - Antonio D’Este (ur. 1755), włoski rzeźbiarz
- Gibon Sengai (ur. 1750), japoński malarz, poeta i kaligraf